# 王志均
王志均（1910年8月3日—2000年12月24日），男，山西昔阳人，中国生理学家，九三学社社员，曾任北京医科大学生理学教授、基础医学研究所所长、生理学系主任。

## 生平
1936年毕业于清华大学生物系，1950年取得伊利诺伊大学医学院博士学位。1980年当选为中国科学院学部委员（院士）。

## 社会兼职
- 《生理学报》副主编